# Iruaitsu
Iruaitsu (Iruwaitsu. Scott's Valley Indians; Iruai′tsu, =Scott valley people), jedna od 4 skupine pravih Shasta Indijanaca što je živjela u dolini Scott Valley, u okrugu Siskiyou, Kalifornija. Cjelokupna populacija doline Scott Valleya u sedam sela iznosila je 1851. prema Gibbsu (Schoolcraft Ind. Tribes iii, 171, 1853) 420. Jedno od tih sela bilo je Watsaghika. Bande: Eeh.

## Vanjske poveznice
- I- California Indian Villages, Towns and Settlements